# Ordinary Love
«Ordinary love» es una canción de la banda de rock irlandesa U2.

## Lanzamiento
Desde la aparición en 2009 del álbum No Line On The Horizon, U2 no había publicado nuevo material, a pesar de que habían anunciado en diversas ocasiones que no tardarían en hacerlo. Sin embargo, parece que la acogida de este álbum no había sido la esperada, y la banda tiene dificultades para completar nuevo disco.
En octubre de 2013 aparece en Youtube el videoclip de un nuevo tema, "Ordinary love". La canción está producida por Danger Mouse; todo apuntaba a que era un adelanto del nuevo álbum, pero finalmente no será incluida en el mismo, que verá la luz un año después.
El tema forma parte de la banda sonora de la película Mandela: Long Walk to Freedom, y además de ganar el Globo de Oro a Mejor Canción Original, estuvo nominada a los Oscars en la misma categoría.
En la edición deluxe del álbum Songs of Experience (2017) se incluye una remezcla de este tema como pista número 17.

## En directo
La canción solo se interpretó en directo en unos pocos conciertos de la gira Innocence + Experience Tour de 2015.

## Personal

### Principal
- Bono: voz principal, piano.
- The Edge: guitarra, coros, piano.
- Adam Clayton: bajo.
- Larry Mullen, Jr.: batería, percusión y coros.

### Adicional
- Danger Mouse: piano, sintetizadores; producción.
- Angel Deradoorian: coros.
- Declan Gaffney: piano, sintetizadores.
- Barry Gorey: sintetizadores, wurlitzer.